# Henning Strassburger
Henning Strassburger (* 1983 in Meißen) ist ein deutscher Künstler (Malerei, Video, Objekt, Installation). In seinem Werk untersucht er die Rolle der Malerei als Filter der Ästhetik einer Massenkultur.

## Leben
Von 2005 bis 2006 studierte er zunächst an der Universität der Künste Berlin bei Daniel Richter, 2006 bis 2009 an der Kunstakademie Düsseldorf bei Albert Oehlen.
2014 war er Gastprofessor an der University of Nevada UNLV, 2015 bis 2016 Gastprofessor an der Kunstakademie Karlsruhe.
Henning Strassburger lebt und arbeitet in Berlin. Er wird von der Galerie Sies + Höke in Düsseldorf und Contemporary Fine Arts in Berlin vertreten.

## Ausstellungen

### Einzelausstellungen (Auswahl)
- 2017: Hofstra University Gallery New York[1]
- 2017: Neue Galerie Gladbeck[2]
- 2016: Kunstverein Reutlingen
- 2015: Oldenburger Kunstverein[3]
- 2014: Salon Dahlmann Berlin[4]

### Gruppenausstellungen (Auswahl)
- 2019: Hyper! A Journey Into Art And Music, Deichtorhallen Hamburg, Halle für Zeitgenössische Kunst[5][6]
- 2018: Trance, Aïshti Foundation, Beirut[7]
- 2018: Bundeskunsthalle, Bonn
- 2013: Berlin Status 2, Künstlerhaus Bethanien, Berlin[8]